# Petite Fleur
"Petite Fleur" är en – ursprungligen – instrumentalmelodi, skriven av Sidney Bechet och första gången inspelad 1952. Melodin har senare spelats in ett antal gånger av olika musiker och ensembler, ibland med tillsatt låttext. Runt 1960 blev låten en internationell hit.

## Inspelningshistorik

### Sidney Bechet
Sidney Bechet spelade in melodin i januari 1952. Det skedde först med Sidney Bechet All Stars och därefter med Claude Luter and his Orchestra.

### Chris Barber
1959 blev låten en internationell hit, i arrangemang som ett klarinettsolo av Monty Sunshine, tillsammans med Chris Barber's Jazz Band. Den här versionen var inspelad i a-moll, i motsats till Bechets egna inspelningar som var i g-moll.
Inspelningen, som daterar sig till 10 oktober 1956, nådde femte plats på USA:s Hot 100-lista och nummer tre på den brittiska topplistan. Denna inspelning blev runt 1960 även en stor framgång i Sverige, där den enligt branschtidningen Show Business toppade den svenska topplistan i 12 veckors tid.

### Andra inspelningar
Melodin har dessutom spelats in vid ett antal andra tillfällen av olika artister och grupper. Detta inkluderar med…
- … Bob Crosby and the Bobcats. Denna inspelningen skedde efter att Chris Barbers inspelning därefter, senare under 1956, lett till att en låttext skrivits av Fernand Bonifay och Mario Bua.
- … Teddy Johnson and Pearl Carr, 1959. Detta var en inspelning med en ny uppsättning låttexter, vilka författats av Paddy Roberts.[7]
- … Petula Clark, som 1962 inkluderade sin version – insjungen på franska – på sitt album Hello Paris.[8]
- … Acker Bilk, 1966.

## Melodin i kulturen
"Petite Fleur" spelar en nyckelroll i den svenska filmen Saxofonhallicken.